# Фрага, Эдимар
Эдима́р Курити́ба Фра́га (порт.-браз. Edimar Curitiba Fraga; 21 мая 1986, Иконья, штат Эспириту-Санту) — бразильский футболист, выступающий на позиции защитника.

## Биография
Родившийся в Иконье (Эспириту-Санту) Эдимар присоединился к молодёжной команде «Крузейро» в 2003 году, в возрасте 16 лет, после того, как прошёл школу в клубе «Кашоэйру». В 2006 году он был отдан в аренду «Гуарани», но появился только в одном матче в течение всего сезона.
В 2008 году Эдимар сыграл 13 игр в Чемпионате Минейро за клуб «Тупи» и забил один мяч, прежде чем переехать в «Ипатингу». Он появился в пяти матчах Серии А, выступая за «большого тигра».
1 июля 2008 года Эдимар был отдан в аренду португальскому клубу «Брага», выступающему в Премейра-лиге, сроком на сезон. Он дебютировал за команду 15 марта 2009 года в домашней ничьей с «Академикой» из Коимбры (1:1).
В 2019—2021 годах выступал за «Ред Булл Брагантино». В 2021 году этот клуб впервые в своей истории вышел в финал международного турнира — Южноамериканского кубка. Эдимар Фрага в этой кампании сыграл во всех 13 матчах своей команды.
В 2022 году перешёл в «Васко да Гаму».

## Титулы и достижения
- Чемпион Серии B Бразилии (1): 2019
- Чемпион Румынии (1): 2009/10
- Обладатель Кубка Румынии (1): 2009/10
- Финалист Кубка Португалии (1): 2013/14
- Финалист Кубка португальской лиги (1): 2013/14
- Финалист Южноамериканского кубка (1): 2021